# Батищев Олександр Володимирович
Олександр Володимирович Батищев (нар. 14 вересня 1991, Рубіжне, Луганська область, Україна) — український футболіст, півзахисник білоруського клубу «Славія-Мозир».

## Життєпис
Вихованець ДЮСШ «Сталь» (Алчевськ). Випускник луганського спортінтернату. Ставав найкращим гравцем юнацьких турнірів.
Після завершення навчання уклав угоду з «Зорею». У своєму першому сезоні 2009/10 у дублі «Зорі» зіграв 29 матчів, більшість з яких — без замін, став капітаном молодіжного складу. У міжсезоння викликався на тренувань з основний складом, але незабаром відправився в розташування донецького «Шахтаря», де провів кілька товариських матчів за дублюючий склад «гірників». Сезон 2010/11 провів у Донецьку в оренді. З гірниками ставав переможцем молодіжної першості України.
Влітку 2011 року повернувся в «Зорю». Починав сезон у дублі але наприкінці року зіграв три матчі в Прем'єр-лізі. Перший виступ відбувся 20 листопада того ж року у грі проти «Металіста». Батищев відіграв без заміни всі 90 хвилин матчу і заробив жовту картку. З наступного року грав тільки в дублі.
У 2013 році перейшов в оренду спочатку в «Суми», а потім — в алчевську «Сталь».
Улітку 2014 разом із співвітчизником Олександром Волковим став гравцем бобруйської «Білшини».
У 2016—2017 роках грав за клуб «Крумкачи».

## Досягнення
- Володар Кубка Казахстану: 2022
- Володар Кубка Білорусі: 2022/23